# خولیان روبیو
خولیان روبیو (انگلیسی: Julián Rubio؛ زادهٔ ۲۸ ژانویهٔ ۱۹۵۲) بازیکن فوتبال اهل اسپانیا است.
از باشگاه‌هایی که در آن بازی کرده‌است می‌توان به باشگاه فوتبال سویا، باشگاه فوتبال آلباسته بالومپیه، و باشگاه فوتبال بارسلونا اشاره کرد.